# Dieter Köhnlein
Dieter Köhnlein (* 2. Juli 1959 in Ansbach) ist ein deutscher Pianist des Modern Jazz. 

## Leben und Wirken
Köhnlein erhielt ab dem siebten Lebensjahr eine klassische Klavierausbildung. Ab dem fünfzehnten Lebensjahr spielte er Blues, Funk und Fusion in unterschiedlichen Bands, häufig mit in seiner Heimatstadt stationierten amerikanischen Soldaten. Zwischen 1979 und 1983 studierte er an der Universität Erlangen-Nürnberg Musikerziehung, spielte aber parallel dazu zunächst mit der deutsch-amerikanischen International Jazz Fusion, bevor er ab 1981 mit dem Quartett A Touch of Jazz in Clubs und auf Festivals auftrat. Seit 1986 arbeitete er im Trio Energy Transfer und ab 1987 im Duo mit Uwe Kropinski, mit dem er mehrere Alben einspielte. Seit 1990 konzentrierte er sich auf Soloauftritte („Solo“ 1991, „Three Faces (At Least)“ 1995, „Tracks“ 2005). Weiterhin arbeitete er im Trio mit Rudi Engel und Ray Kaczynski, das gelegentlich mit Volker Schlott zum Quartett erweitert wird („Live“ 2000),  aber auch im Duo mit Kropinski, Schlott oder Rudi Mahall. Er trat auf internationalen Festivals in Krakau oder Barcelona, dem Jazz Ost-West, den Jazztagen Leverkusen oder dem Jazzfestival der Europäischen Union in Mexiko-Stadt auf. 1998 kam es zur Zusammenarbeit mit dem Maler Gregor Hiltner. Im Auftrag des Auswärtigen Amtes absolvierte Köhnlein im Jahr 2000 eine ausgedehnte Solo-Tournee durch Länder Zentralamerikas, wie Guatemala, Honduras oder Panama. Im Jahr darauf gab er für das Goetheinstitut Gastspiele in Algier und Tunis. In den folgenden Jahren tourte Köhnlein durch Spanien, Indien, Ungarn, China und die Türkei.
A Touch of Jazz, mit Köhnlein als Pianist, erhielt 1986 den 2. Preis beim internationalen Wettbewerb in Karlovy Vary. 1995 wurde er mit dem „Stern des Jahres“ der Nürnberger Abendzeitung und 1997 mit dem Kulturförderpreis der Stadt Nürnberg ausgezeichnet. Dem Münchner Merkur zufolge hat er sich „mit seinen anmutig-schlichten Balladen, humorig-schrägen Kompositionen und bahnbrechenden Improvisationen [...] zu einem der aufregendsten Pianisten Deutschlands entwickelt.“ 2012 erhielt er einen Wolfram-von-Eschenbach-Förderpreis.

## Diskographie (Auswahl)
- By the Way (1989, mit Uwe Kropinski)
- Change of Mind (1992, mit Volker Schlott)
- In und um C (1994, mit Uwe Kropinski)
- sweet bAllAd sweet (1997, mit Volker Schlott; Kulturförderpreis der Stadt Nürnberg)
- Stringed Together (2003, mit Uwe Kropinski)
- Tracks (2005, solo)
- Heinz und Dieter, 2011/12 (solo)
- Haste Makes Waste (2012, mit Rudi Engel, Matthias Rosenbauer; Kulturförderpreis Mittelfranken)
- Scratching the Silence (2015, mit Uwe Kropinski)
- Ballads from the Basement (2019, solo)

## Lexigraphischer Eintrag
- Martin Kunzler: Jazz-Lexikon. Band 1: A–L (= rororo-Sachbuch. Bd. 16512). 2. Auflage. Rowohlt, Reinbek bei Hamburg 2004, ISBN 3-499-16512-0.